# Лівада (Ботошань)
Лівада (рум. Livada) — село у повіті Ботошані в Румунії. Входить до складу комуни Добирчень.
Село розташоване на відстані 384 км на північ від Бухареста, 33 км на схід від Ботошань, 83 км на північний захід від Ясс.